# Référendum français sur l'élargissement des Communautés européennes
Le référendum sur l'élargissement des Communautés européennes est un référendum qui s'est tenu en France le 23 avril 1972.
La question soumise au vote était formulée ainsi : « Approuvez-vous, dans les perspectives nouvelles qui s'ouvrent à l'Europe, le projet de loi soumis au peuple français par le président de la République, et autorisant la ratification du traité relatif à l'adhésion de la Grande-Bretagne, du Danemark, de l'Irlande et de la Norvège aux Communautés européennes ? ».

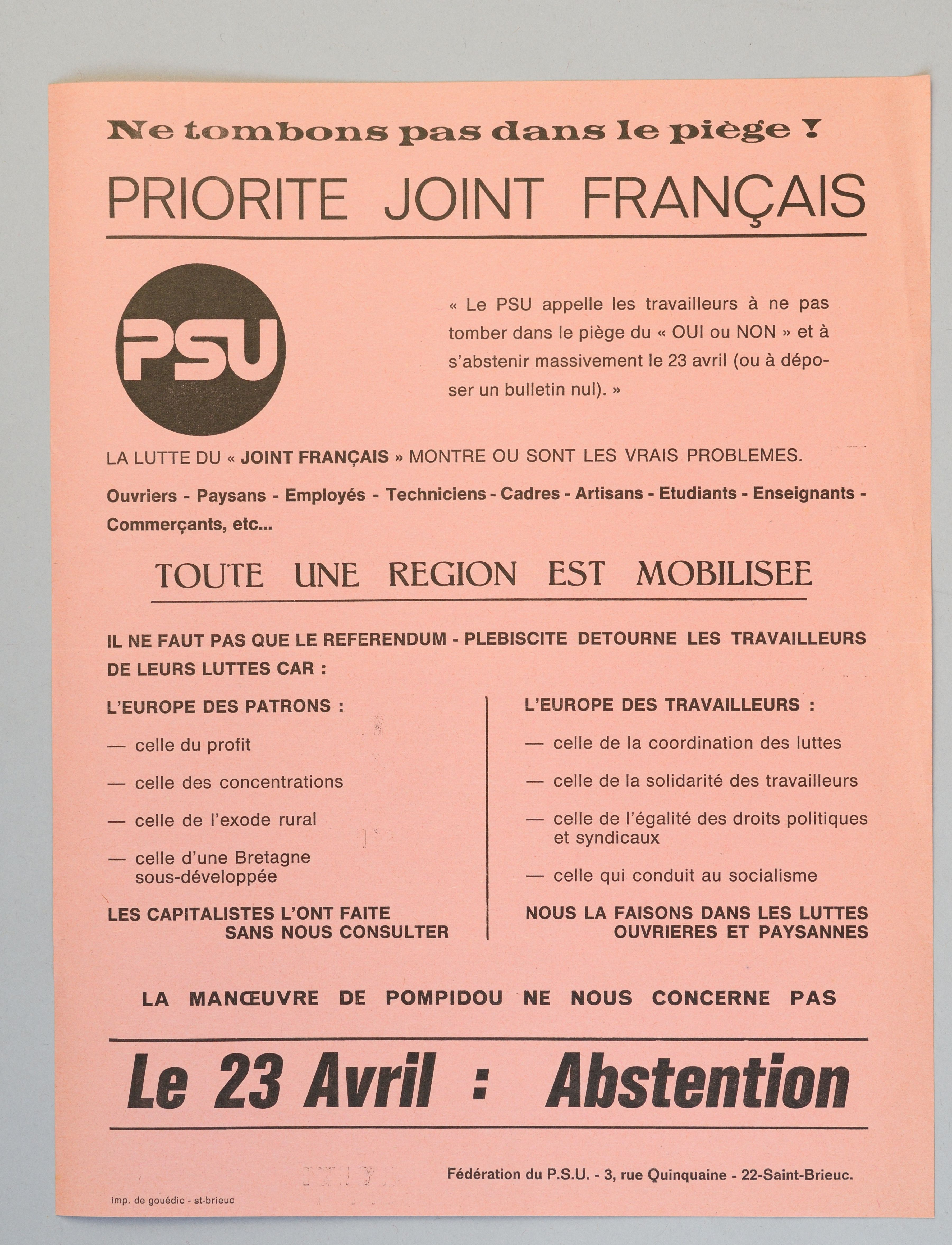
Tract du PSU appelant à l'abstention.

La majorité parlementaire, les centristes et le parti radical appelèrent à voter oui, la gauche communiste (PC, CGT, Ligue communiste), une fraction de l'extrême droite et les gaullistes de gauche appelèrent au refus, le PSU appela au boycott.

## Résultats
| Choix                     | Votes      | %     |
| ------------------------- | ---------- | ----- |
| Pour                      | 10 847 554 | 68,32 |
| Contre                    | 5 030 934  | 31,68 |
|                           |            |       |
| Votes valides             | 15 878 488 | 88,39 |
| Votes blancs et invalides | 2 086 119  | 11,61 |
| Total                     | 17 964 607 | 100   |
| Abstentions               | 11 855 857 | 39,76 |
| Inscrits/Participation    | 29 820 464 | 60,24 |

Approuvez-vous, dans les perspectives nouvelles qui s'ouvrent à l'Europe, le projet de loi soumis au peuple français par le président de la République, et autorisant la ratification du traité relatif à l'adhésion de la Grande-Bretagne, du Danemark, de l'Irlande et de la Norvège aux Communautés européennes ? 
| Oui : 10 847 554 (68,32 %) |  |  | Non : 5 030 934 (31,68 %) |
| ▲                          |  |  |                           |
| Majorité absolue           |  |  |                           |

## Conséquences
Ce référendum est de l'initiative de Georges Pompidou, appliquant l'article 11 de la constitution. Le président en souhaitait tirer un bénéfice politique. Mais la campagne fut qualifiée de terne et les résultats déçoivent : si le oui l'emporte, l'abstention et les votes contre sont assez nombreux, seul un tiers des électeurs inscrits approuva la proposititon,.

## Compléments